# Dasypus bellus
Dasypus bellus é uma espécie extinta de tatu endêmica da América do Norte e América do Sul do Pleistoceno, vivendo entre 1,8 milhões e 11.000 anos atrás, existindo por aproximadamente 1.789 milhões de anos.
Ligeiramente maior que seu parente vivo, o tatu-galinha, seus fósseis são geralmente encontrados na Flórida e os registros se estendem a oeste dos Estados Unidos até o Novo México e ao norte até Iowa e Indiana.

## Descrição
Dasypus bellus tinha dentes pequenos, simples e parecidos com pinos semelhantes à Dasypus novemcinctus, e seu comprimento máximo era de aproximadamente 1,2 metros. No entanto, seu tamanho corporal diminuiu durante o final do Pleistoceno, sugerindo que seu tamanho corporal era variável. Os osteodermos da carapaça e os ossos dos membros da D. bellus são cerca de duas a duas vezes e meia maiores que os do moderno tatu-galinha.